# Giovanni de la Vega
Giovanni de la Vega (Amsterdam, 22 februari 2000) is een Chileens-Nederlands voetballer die als middenvelder voor Jong FC Utrecht speelt.

## Carrière
Giovanni de la Vega speelde in de jeugd van SV Rap, AFC Ajax en FC Utrecht, waar hij in 2018 een contract voor twee jaar tekende. Hij debuteerde op 11 februari 2019 voor Jong FC Utrecht in de Eerste divisie, in de met 2-4 verloren thuiswedstrijd tegen Go Ahead Eagles. Hij kwam in de 67e minuut in het veld voor Tim Brinkman.

### Statistieken
| Seizoen                         | Club            | Land           | Competitie     | Competitie | Competitie | Overig | Overig | Totaal | Totaal |
| Seizoen                         | Club            | Land           | Competitie     | Wed.       | Dlp.       | Wed.   | Dlp.   | Wed.   | Dlp.   |
| ------------------------------- | --------------- | -------------- | -------------- | ---------- | ---------- | ------ | ------ | ------ | ------ |
| 2018/19                         | Jong FC Utrecht | Nederland      | Eerste divisie | 2          | 0          | –      | –      | 2      | 0      |
| 2019/20                         | Jong FC Utrecht | Nederland      | Eerste divisie | 3          | 0          | –      | –      | 3      | 0      |
| Carrièretotaal                  | Carrièretotaal  | Carrièretotaal | Carrièretotaal | 5          | 0          | 0      | 0      | 5      | 0      |
| Bijgewerkt op 25 september 2019 |                 |                |                |            |            |        |        |        |        |